# Pattalinus vittulatus
Pattalinus vittulatus là một loài bọ cánh cứng trong họ Cerambycidae.